# 亚历克斯·李
亚历克斯·弗朗西斯·李（英語：Alex Francis Lee，1990年1月15日—）是关岛足球运动员，目前效力于美国足球联赛球队里士满踢球者，司职后卫。

## 足球生涯

### 大学时期
亚历克斯·弗朗西斯·李曾在2008年至2011年期间效力于马里兰大学学院市分校足球队。2009年，由于一场意外车祸，亚历克斯在二年级时休学了一年。2011年，亚历克斯开始效力于超级发展联赛球队皇家里士满足球俱乐部。

### 职业生涯时期
2012年，亚历克斯在2012年美国职业足球大联盟二次选秀中获得第11名的成绩，于3月13日与达拉斯足球俱乐部签下职业合同。然而，亚历克斯在达拉斯期间并未获得出场机会，最后在赛季末解约。2013年3月5日，亚历克斯加盟美国足球联赛球队里士满踢球者。

## 生活
亚历克斯·李有两个同样效力于关岛国家足球队的兄弟，分别为他的双胞胎兄弟贾斯廷·李和弟弟内特·李。他们三人均在关岛对阵香港的比赛中完成了国家队首秀。